# ATTACK (MUSCLE ATTACKのアルバム)
『ATTACK』（アタック）は、2015年3月4日にZAIN RECORDSから発売されたMUSCLE ATTACKの2枚目のオリジナルアルバム。

## 概要
初回限定盤のみ、2014年5月11日にSHIBUYA VUENOSに行ったライブが収録されたDVDを収録。

## 収録曲
CD
1. BREAKDOWN
作詞・作曲：SHINPEI
2. BURNISH HEART
作詞・作曲：SHINPEI
3. FLY!!
作詞・作曲：SHINPEI
4. TWILIGHT
作詞・作曲：Jong
5. CELEBRATION
作詞・作曲：Shunp
6. THIS IS DIE（T）
作詞・作曲：HIDEHIRO
7. クライボーイ
作詞・作曲：SHINPEI
プロモーションビデオが制作されている[1]。
8. REACH YOU
作詞・作曲：SHINPEI
9. BRAND NEW DOOR
作詞：SHINPEI　作曲：Jong

DVD
1. MUSCLE PARTY
2. FIRE!!
3. WHO I AM
4. CYCLE
5. HERO
6. SPREE
7. BRAND NEW DOOR
8. クライボーイ
9. My BLOODY BUNNY
10. HIGHER
11. RUNNER'S HIGH
12. LIFE GOES ON ～Acoustic ver.～
13. BRAIN SURVIVOR（BREAKERZカバー）
14. BYGONES
15. MUSCLE PARTY